# Llista de mines de diamants
En l'actualitat existeixen un nombre limitat de mines de diamants amb un operatiu comercialment viable. Els diamants són obtinguts inundant àrees disperses, on s'erosionen i es dipositen per l'acció de l'aigua o altres agents climàtics. També hi ha mines de diamants no comercials, com és el cas del Crater of Diamonds.

## Llista de mines de diamants

### Àfrica
- Angola
  - Mina de diamants Catoca
  - Mina de diamants Fucauma
  - Mina de diamants Luarica
  - Mina de diamants Lúo
- Botswana
  - Mina de diamants Damtshaa
  - Mina de diamants Jwaneng
  - Mina de diamants Letlhakane
  - Mina de diamants Orapa
  - Mina de diamants OaksVille
- Àfrica dels Sud
  - Mina de diamants Baken
  - Mina de diamants Cullinan (anteriorment "Premier mine")
  - Mina de diamantes Finsch
  - Mina Kimberley
  - Mina Koffiefontein
  - Mina de diamants The Oaks
  - Mina de diamants Venetia
  - Mina de diamants Ministowre
- Altres localitzacions a l'Àfrica
  - Mina de diamantes Kampangala, Congo
  - Mina de diamants Murowa, Zimbàbue
  - Mina de diamants Williamson, Tanzània
  - Warped Vision Mine

### Àsia
- Rússia
  - Aikhal GOK
  - Anabar GOK
  - Mirny GOK
  - Nurba GOK
  - Udàtxnaia

### Amèrica del Nord
- Canadà
  - Mina de diamants Diavik
  - Mina de diamants Ekati
  - Mina de diamants Gahcho Kue
  - Mina de diamants Jericho
  - Mina de diamants Kennedy Lake
  - Mina de diamants Snap Lake
  - Mina de diamants Victor
- Estats Units
  - Cràter dels Diamants

### Oceania
- Austràlia
  - Mina de diamants Argyle
  - Mina de diamants Merlin (actualment fora de servei)

## Llista de les empreses d'extracció de diamants
- Aber Diamond, propietària de part de la mina Diavik.
- Alrosa, operant sobretot a Rússia.
- BHP Billiton, propietària de la mina Ekati.
- De Beers, és propietària de 20 mines a Àfrica i participant en nombrosos joint venture al món.
- Debswana, una aliança entre De Beers i el Govern de Botswana.
- Endiama
- Namdeb, una aliança entre De Beers i el Govern de Namíbia (principalment obté els diamants d'aluvião).
- Rio Tinto Group, propietària de part de les mines Argyle, Diavik, i Murowa.
- Tahera Diamond Corporation, propietària de la mina Jericho no Canadá.
- Trans Hex